# Robert Kienböck
Robert Kienböck (Vienna, 11 gennaio 1871 – 8 settembre 1953) è stato un radiologo austriaco.

## Biografia
Nel 1895 ottenne un dottorato im medicina all'Università di Vienna e passò alcuni anni all'estero (Londra e Parigi) per un periodo di perfezionamento. Tornato a Vienna fu assistente di Leopold von Schrötter (1837-1908), un otorinolaringoiatra, iniziando ad operare nel campo della nuova scienza della radiologia. Diversi anni dopo, divenne capo del dipartimento di radiologia al Vienna General Hospital e nel 1926 professore associato di radiologia.
Nel giugno 1923, assieme a Guido Holzknecht (1872-1931), co-fondò la Wiener Gesellschaft für Röntgenkunde (Società di radiologia di Vienna). Fu eletto presidente della Österreichische Gesellschaft für Röntgenkunde (Società radiologica austriaca) nel 1934 e poi presidente onorario dopo la seconda guerra mondiale. Con Holzknecht, pubblicò Röntgenologie. Eine Revision ihrer technischen Einrichtungen und praktische Methoden (Roentgenologia. Una recensione delle sue strutture tecniche e metodi pratici).
Kienböck fu un pioniere nell'utilizzo della tecnologia dei raggi X per la diagnosi e la terapia medica. Si specializzò nella ricerca delle malattie dello scheletro e del loro trattamento con la radiologia. Nel 1910 descrisse un disturbo derivante dalla necrosi dell'osso semilunare del polso, oggi noto come  morbo di Kienböck. 
Kienböck pubblicò le sue ricerche in un trattato intitolato Über traumatische Malazie des Mondbeins und ihre Folgezustände ("Malacia" traumatica del lunare e sue conseguenze).